# Milwaukie, Oregon
Milwaukie (IPA: [mɪl wɔ ki]) là một thành phố của Quận Clackamas, tiểu bang Oregon, Hoa Kỳ. Được biết đến với tên Thành phố cây Dogwood của miền Tây, nó được Lot Whitcomb, người đã đặt tên cho nó theo tên của Milwaukie, Wisconsin (sau này đánh vần thành Milwaukee), thành lập năm 1847 như đối thủ cạnh tranh với Oregon City ở trên đầu sông. Dân số là 20.490 người theo Điều tra Dân số Hoa Kỳ năm 2000. Ước tính năm 2006 là 20.835 dân. Thành phố được tổ chức năm 1903 và được ghi nhận là nơi sinh ra của loại cây ăn quả Bing cherry. Gần đây nó được biết đến là nhà của nhà xuất bản truyện tranh Dark Horse Comics. Thành phố đã trở thành một vùng ngoại ô của Portland và tiếp giáp những khu chưa được tổ chức chính quyền là Clackamas và Oak Grove.

## Địa lý
Milwaukie nằm ở tọa độ 45°26′48″B 122°37′56″T / 45,44667°B 122,63222°TĐã đưa tham số không hợp lệ vào hàm {{#coordinates:}} (45.445491, -122.623353)1.
Theo Cục điều tra dân số Hoa Kỳ, thành phố có tổng diện tích 12,5 km² (4,8 mi²). 12,5 km² (4,8 mi²) là đất và 0,1 km² (0,04 mi²) của nó (0,41%) là nước.